# Szlaczkoń erate
Szlaczkoń erate (Colias erate) – gatunek motyla dziennego z rodziny bielinkowatych (Pieridae).

## Wygląd
Skrzydła o rozpiętości 40–44 mm. Gatunek zmienny; w formie typowej skrzydła cytrynowożółte z szeroką czarną obwódką.

## Siedlisko
Gatunek wszędobylski, spotykany na terenach otwartych, np. kserotermicznych murawach i pastwiskach, ugorach i kamieniołomach.

## Okres lotu
Od połowy maja do października.

## Biologia i rozwój
Biało-zielonkawe jaja składane są pojedynczo na wierzchniej stronie liści. Poczwarki mają barwę jasnozieloną z bladożółtymi pasami po bokach ciała. Podczas spoczynku i żerowania skrzydła trzyma złożone pionowo.

## Rośliny żywicielskie gąsienic
Gąsienice żerują na lucernie siewnej, koniczynach i cieciorce pstrej.

## Rozmieszczenie geograficzne
Gatunek palearktyczny, w Polsce spotykany w południowo-wschodniej części kraju. Obserwowane osobniki są najprawdopodobniej imigrantami z południa Europy.